# Armblütige Segge
Die Armblütige Segge (Carex pauciflora), auch Wenigblütige Segge genannt, ist eine Pflanzenart aus der Gattung der Seggen (Carex) innerhalb der Familie der Sauergrasgewächse (Cyperaceae). Sie ist auf der Nordhalbkugel verbreitet.

## Beschreibung

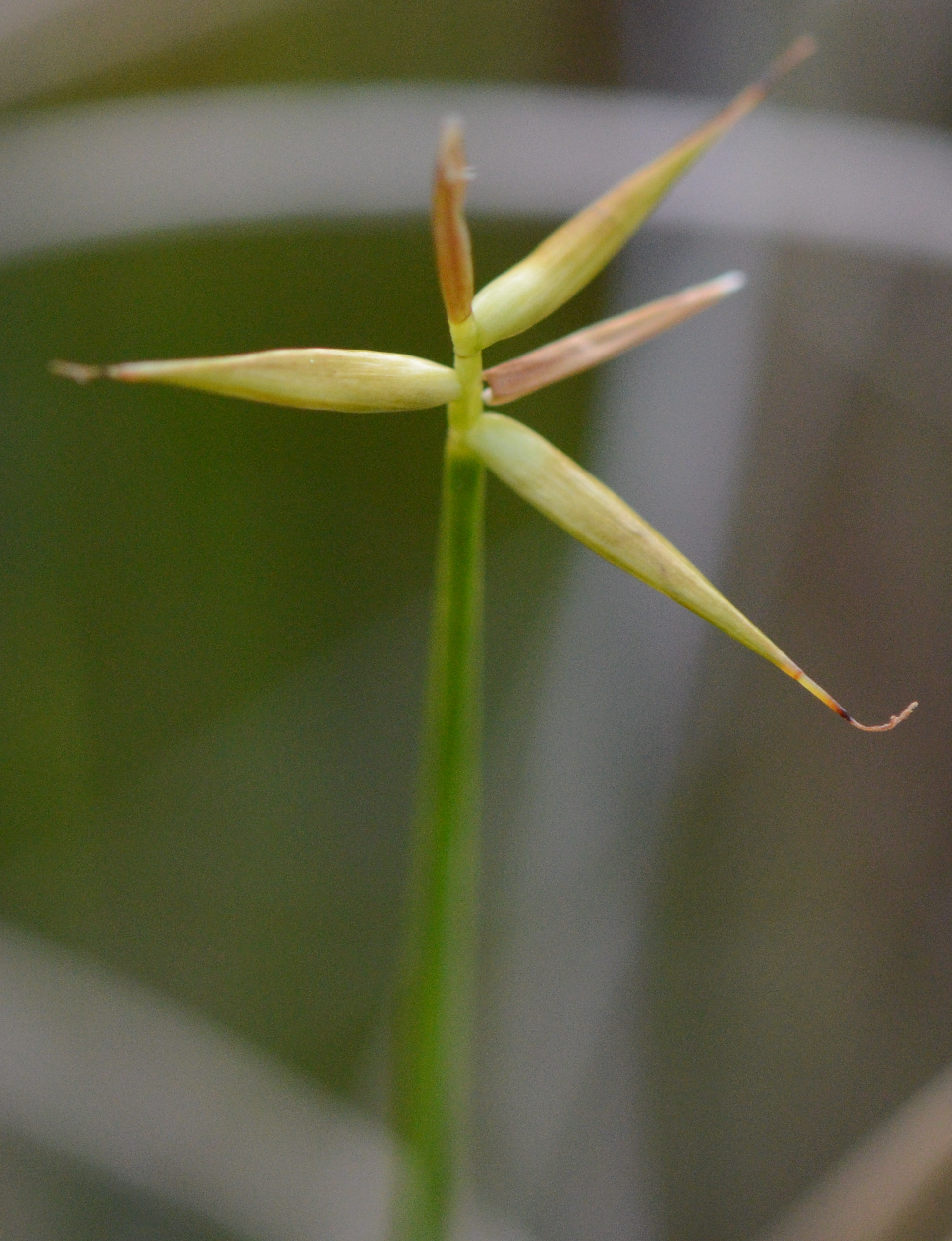
Blütenstand

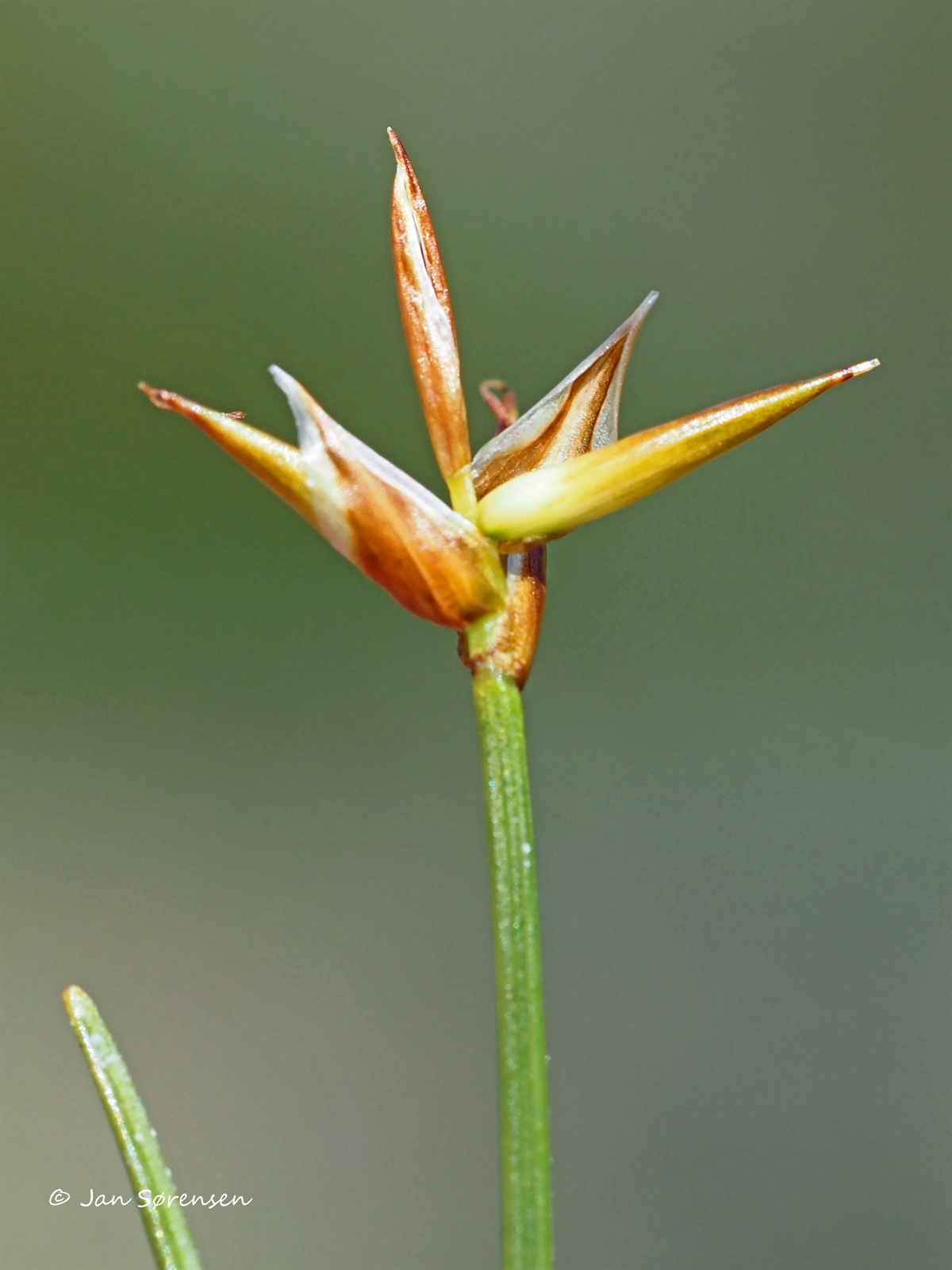
Blütenstand

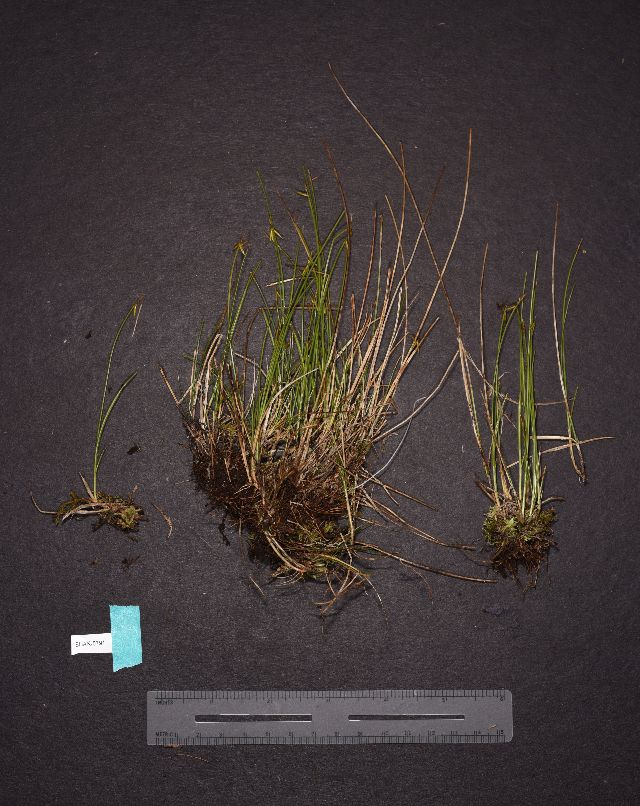
Unter- und oberirdische Pflanzenteile

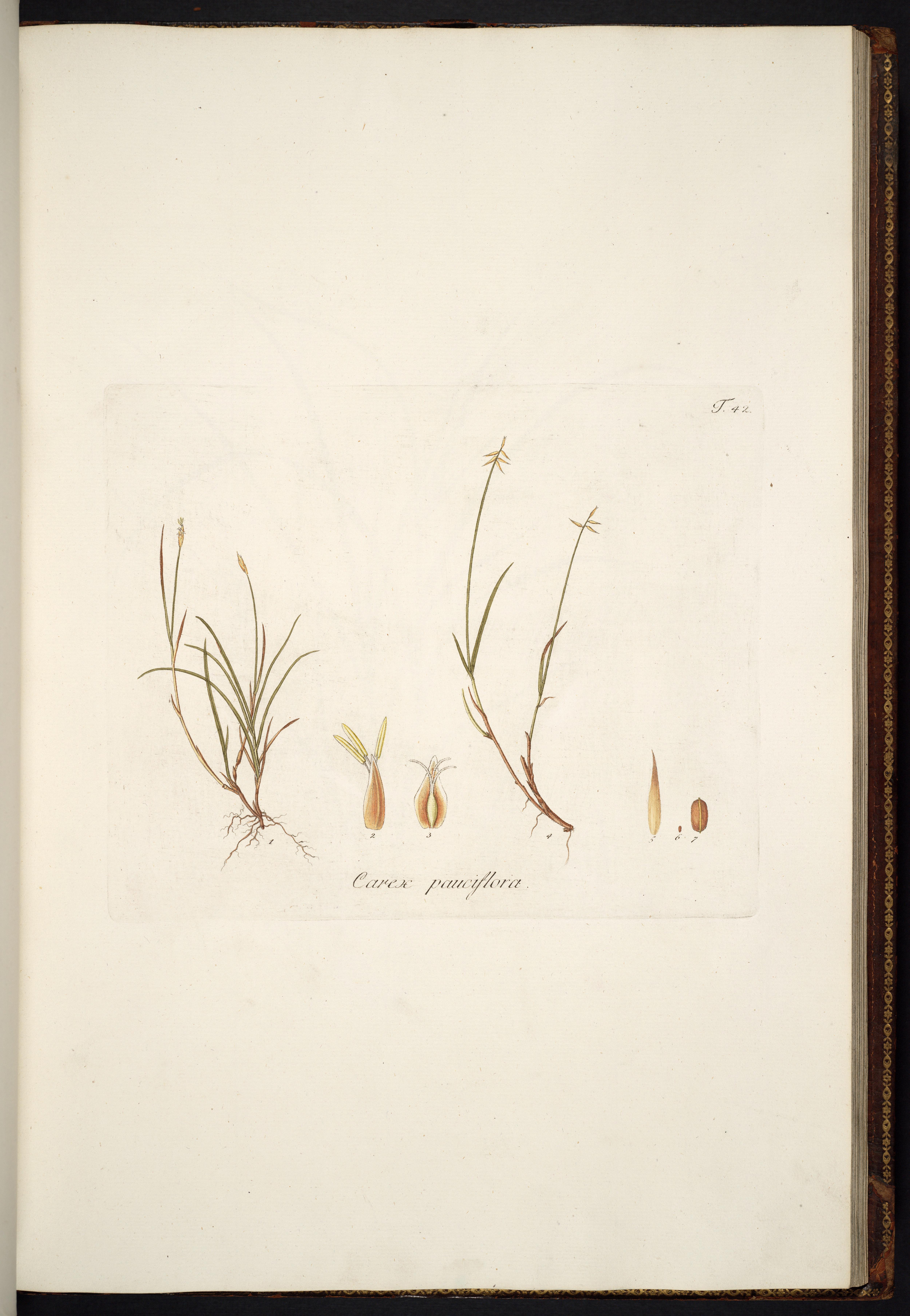
Illustration

### Vegetative Merkmale
Die Armblütige Segge ist eine ausdauernde krautige Pflanze, die Wuchshöhen von 5 bis 20, selten bis zu 42 Zentimetern erreicht. Sie kann oberirdische Ausläufer ausbilden. Die aufrechten Stängel sind stumpf dreikantig, glatt und bis zu 1 Millimeter dick. Die Laubblätter sind sehr schmal und borstenförmig und viel kürzer als der Stängel.

### Generative Merkmale
Die Blütezeit liegt zwischen Mai und Juni. Der Blütenstand besteht aus einem einzigen Ährchen. Das 5 bis 10 Millimeter lange Ährchen enthält am oberen Ende ein bis drei männliche und darunter zwei bis fünf weibliche Blüten. Die Spelzen der weiblichen Blüten sind hell-braun bis rost-rot, mit grünem Mittelnerven und weißhäutigen Rändern. Jede weibliche Blüte hat drei Narben. Die Fruchtschläuche sind bei einer Länge von 6 bis 7 Millimetern spindelförmig und in einen langen Schnabel zugespitzt, gelblich, sie überragen die Spelzen und sind später nach unten geneigt.
Die Chromosomenzahl beträgt 2n = 76.

## Vorkommen
Die Armblütige Segge ist zirkumpolar in den gemäßigten bis borealen Gebieten der Nordhalbkugel in Eurasien und Nordamerika verbreitet. Ihr Areal erstreckt sich in Europa vor allem auf Nord- und Mitteleuropa; weiter erstreckt es sich von Schottland, Fennoskandien über das nördliche Russland bis Westsibirien. In Mitteleuropa kommt sie vom französischen Zentralmassiv im Westen, vor allem über die dortigen Mittelgebirge bis zum Alpenvorland und die Alpen vor. Im Osten kommt sie bis zu den Karpaten vor. Zerstreute Vorkommen gibt es auch im nordöstlichen Anatolien und in einigen zentralasiatischen Gebirgen, ferner in Ostasien von Kamtschatka bis Japan und Korea sowie in Nordamerika.
Die Armblütige Segge stellt im mitteleuropäischen Tiefland ein Eiszeitrelikt dar. In Mitteleuropa ist sie selten und an vielen Orten zurückgegangen. Die Armblütige Segge ist in den 1990er Jahren von vielen Wuchsorten verschwunden. Erstaunlicherweise konnte sie sich selbst in den großflächigen Hochmooren des Tieflandes nicht halten, auch nicht in den Schutzgebieten. In den niederschlagsreichen Mittelgebirgen mit kalkarmem Gestein ist sie sehr selten; im Alpenvorland und in den Alpen ist sie selten. In den Alpen steigt sie in Graubünden in der Lenzerheide bis 2020 Meter und im Tessin (Alpe die Pesciora) bis 2050 Meter auf.
Sie bleibt meist unterhalb der Waldgrenze. In den Allgäuer Alpen steigt sie am Schnippenkopf in Bayern bis in eine Höhenlage von 1830 Meter auf.
Die Armblütige Segge gedeiht auf nährstoffarmen sauren, nassen und wenigstens zeitweise überfluteten Torfböden, denen Stickstoffsalze und Basen weitgehend fehlen, in Hochmooren. Sie erträgt keine Kultivierungsmaßnahmen. Düngung vernichtet sie. Sie reagiert äußerst empfindlich auf Stickstoffgaben. Die Armblütige Segge ist eine Art des Sphagnetum medii und des Eriophoro-Trichophoretum cespitosi. Seltener kommt sie auch in Pflanzengesellschaften des Verbands Caricion fuscae vor.
Die ökologischen Zeigerwerte nach Landolt et al. 2010 sind in der Schweiz: Feuchtezahl F = 4+w (nass aber mäßig wechselnd), Lichtzahl L = 4 (hell), Reaktionszahl R = 1 (stark sauer), Temperaturzahl T = 2 (subalpin), Nährstoffzahl N = 1 (sehr nährstoffarm), Kontinentalitätszahl K = 2 (subozeanisch).

## Taxonomie
Die Erstveröffentlichung von Carex pauciflora erfolgte 1777 durch John Lightfoot in Flora Scotica, Band 2, Seite 543, Tafel 6, fig. 2. Das Artepitheton pauciflora bedeutet „wenigblütig“.